# Ziggurat di Ur
La ziqqurat di Ur (in sumero: 𒂍𒋼𒅎𒅍 é-temen-ní-gùru, "casa dalle fondamenta imponenti") è un monumento religioso situato nell'area sacra della città di Ur, in Bassa Mesopotamia, nei pressi dell'odierna Nassiriya. È tra le ziggurat sumere meglio conservate.
Risalente alla fine del III millennio a.C., fu ricostruita più volte nel corso della storia, mantenendo complessivamente una struttura basata su tre terrazze a gradoni collegate tra loro da gradinate e unite al terreno da un'ampia rampa d'accesso frontale.
È stata dichiarata, nel 2016, Patrimonio dell'umanità dall'UNESCO, insieme ad altri luoghi rappresentativi della cultura sumera, nell'ambito delle Ahwar dell'Iraq meridionale.

## Storia
Al termine del III millennio a.C., in un periodo di floridezza economica, il re Ur-Nammu, primo sovrano della Terza dinastia di Ur, eresse una ziggurat in onore di Nanna, dio della luna, sulle fondamenta di un edificio precedente. L'opera di costruzione fu poi proseguita e terminata dal figlio e successore, Shulgi.

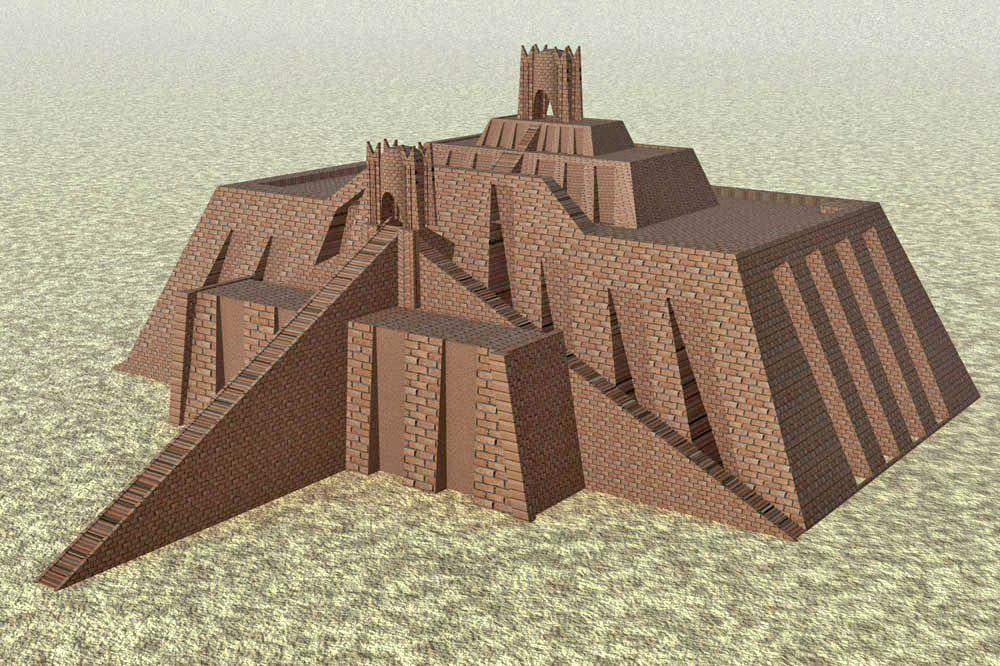
Ricostruzione digitale della Ziggurat originaria, prima delle opere di ricostruzione

La ziggurat originaria, strutturata come una piramide a gradoni, poggiava su una base rettangolare di 62,5 × 43 metri e constava di tre piattaforme sovrapposte che si restringevano progressivamente verso l'alto, per un'altezza totale di circa 25 metri. I muri, molto inclinati verso l'interno, erano costituiti da un'anima di mattoni di fango tenuti insieme dal bitume, ricoperta da uno strato di mattoni cotti, più resistenti. Su tre lati, i muri si ergevano a strapiombo. Perpendicolarmente al lato frontale (quello di nord-est), invece, saliva la rampa d'accesso principale, fiancheggiata da due bassi contrafforti; sullo stesso lato vi erano, lungo il muro, due altre rampe d'accesso più piccole. Le tre rampe contavano ciascuna cento gradini. Il punto in cui si incontravano, a metà altezza tra la prima e la seconda piattaforma, era segnato da una porta di forma cubica. Da qui, una scalinata dava l'accesso alle terrazze presenti su ciascuna delle piattaforme e conduceva fino alla piattaforma più alta, dove si trovava un santuario del dio Nanna, accessibile soltanto ai sacerdoti.
Con il passare del tempo, gli agenti atmosferici, in particolare il vento, erosero le due piattaforme superiori, al punto che, nel VI secolo a.C., poco rimaneva dell'imponente struttura originaria. Allora Nabonide, ultimo re caldeo di Babilonia, fece ricostruire l'edificio rimodellandolo secondo un progetto differente: la costruzione non si articolava più su tre piani, ma su sette.
Il sito archeologico di Ur, con la ziggurat, fu riscoperto da archeologi britannici verso la metà del XIX secolo, ma gli scavi cominciarono soltanto dopo la prima guerra mondiale, a opera di Leonard Woolley e su incarico dell'Università della Pennsylvania e del British Museum. Sotto il regime di Saddam Hussein, negli anni ottanta, furono ricostruite parte del livello inferiore e la rampa d'accesso, ma durante la seconda guerra del Golfo la struttura della ziggurat fu marginalmente danneggiata.
Quella di Ur è la ziggurat meglio conservata al mondo, seconda solo al complesso di Choqa Zanbil, che appartiene però alla cultura elamica e si trova nell'odierno Iran.